# Mitkirei
Mitkirei - Миткирей (rus) és un poble de l'óblast de Penza. Rússia. El 2010 tenia 288 habitants.